# Michał Mioduszewski

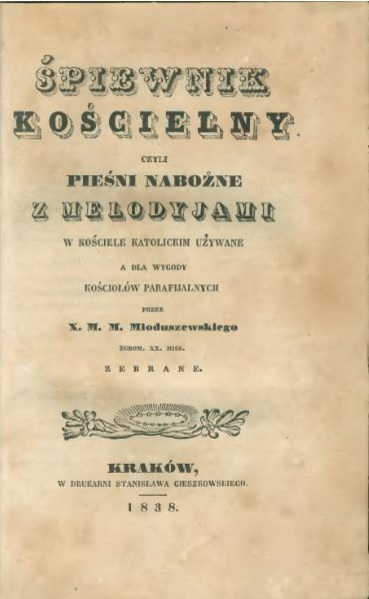
Śpiewnik kościelny Michała Mioduszewskiego, 1838

Michał Marcin Mioduszewski (ur. 16 września 1787 w Warszawie, zm. 30 maja 1868 w Krakowie) – polski prezbiter katolicki ze Zgromadzenia Księży Misjonarzy św. Wincentego a Paulo, kompozytor, zbieracz pieśni religijnych.
Studia filozoficzne i teologiczne odbył w seminarium duchownym przy kościele św. Krzyża w Warszawie, gdzie przyjął święcenia kapłańskie. Zajmował się pracą dydaktyczną w seminariach duchownych w Warszawie, Włocławku oraz w Krakowie. W latach 1820–25 pełnił funkcję dyrektora Seminarium Misjonarskiego na Stradomiu, równocześnie ucząc liturgiki, dogmatyki, śpiewu gregoriańskiego. Wykładał teologię na Uniwersytecie Jagiellońskim.
W latach 30. XIX w. rozpoczął szeroko zakrojoną akcję zbierania pieśni kościelnych, ich opracowania, a następnie wydania w postaci obszernego i wyczerpującego dzieła Śpiewnik kościelny, czyli pieśni nabożne z melodiami w Kościele katolickim używane. Dzieło składa się z tomu głównego (I wyd. 1838), kilku Dodatków do Śpiewnika… oraz zbioru kolęd Pastorałki i kolędy z melodiami czyli piosnki wesołe ludu w czasie świąt Bożego Narodzenia po domach śpiewane. Zbiór pieśni miał mieć charakter użytkowy – dla śpiewania po domach i upowszechnienia, zanikających już wtedy dawnych wariantów pieśni, sięgających czasów średniowiecznego chorału gregoriańskiego. Spuściznę naukową i zbiory pieśni przekazał na własność księżom misjonarzom w Warszawie. 
Zmarł w wieku 81 lat w Krakowie, spoczął w grobowcu księży misjonarzy na cmentarzu Rakowickim.

## Znaczenie
Jako autor śpiewników kościelnych przyczynił się do rozwoju polskiej muzyki liturgicznej. Zapoczątkował zbieranie na większą skalę pieśni religijnych na terenach polskich. Jego zbiór pieśni stał się wzorem i odniesieniem dla kolejnych zbieraczy, takich jak Oskar Kolberg, a źródłem materiału słownego i muzycznego dla twórców takich, jak Stanisław Moniuszko, Wincenty Pol, Zygmunt Noskowski, Witold Lutosławski. Niektóre pieśni spisywał z przekazu ustnego, notując warianty nieobecne dotąd w zapisie nutowym. Jego zapisy pieśni ludowych są przedmiotem badań etnomuzykologów.

## Publikacje
- Śpiewnik kościelny, czyli pieśni nabożne z melodiami w Kościele katolickim używane (1838)
- Pastorałki i kolędy z melodiami (1843)